# Marie Ferdinand Jacomin
Marie Ferdinand Jacomin, né le 6 avril 1844 à Paris (ancien 2e arrondissement) et mort le 3 août 1902 à Saint-Germain-en-Laye, est un peintre français. 

## Biographie
Marie Ferdinand Jacomin est le fils de Pierre-Louis Jacomin (Paris, 1807 - Chatou, 1882) et Augustine Adrienne Roullin (Paris, 1823 - Chatou, 1893). Son frère aîné Alfred Louis Vigny Jacomin (1842-1913) et sa nièce Suzanne Angélique (née en 1883) sont également artistes peintres.
Spécialisé dans le paysage, il expose au Salon à partir de 1870. En 1889, il expose aux États-Unis où deux de ses tableaux sont remarqués : Chemin de Pacage et Herbage au désert de Retz.

## Récompenses
- Médaille d'honneur (or) à l'exposition de la Société des amis des arts de Seine-et-Oise à Saint-Germain-en-Laye (1879)[4].
- Médaille de 3e classe au Salon de 1883[5].
- Médaille de bronze (États-Unis, 1889)[6].

## Œuvres
- Dieppe, château de Dieppe : La Seine à Poissy.
- Paris, musée d'Orsay : Les Charmes de Montchevreuil, forêt de Saint-Germain, vers 1884, huile sur toile[7].
- Saint-Omer, musée de l'hôtel Sandelin : Paysage.
- Localisation inconnue : Lever de la lune aux gorges d'Apremont - Forêt de Fontainebleau, 1879[8].